# Xantolis boniana
Xantolis boniana är en tvåhjärtbladig växtart som först beskrevs av Marcel Marie Maurice Dubard, och fick sitt nu gällande namn av Pieter van Royen. Xantolis boniana ingår i släktet Xantolis och familjen Sapotaceae.

## Underarter
Arten delas in i följande underarter:
- X. b. boniana
- X. b. pavieana
- X. b. rostrata